# Drei Zimmer in Manhattan (Film)
Drei Zimmer in Manhattan ist ein französischer Spielfilm aus dem Jahre 1965 von Marcel Carné mit Annie Girardot, Maurice Ronet und O. E. Hasse in den Hauptrollen.

## Handlung
Im Mittelpunkt stehen zwei Menschen, deren Wege sich in New York kreuzen. Erster Handlungsort ist noch Frankreich. Da ist der Filmschauspieler François Combe, ein gutaussehender Mann mittleren Alters, der mit der attraktiven, eleganten und etwa gleichaltrigen Yolande, einer gefeierten Bühnenmimin, verheiratet ist. Seine Karriere hat er in erster Linie ihr zu verdanken. Beide leben ein sorgenfreies, luxuriöses aber doch recht eintöniges Eheleben voll leerer Routine. Eines Abends macht Yolande ihm klar, dass sie genug von ihm habe, denn sie hat ein neues „Spielzeug“, einen jungen Schauspieler, kennen gelernt, an den sie ihr Herz verloren hat. Sie verlangt die Scheidung. François lichtet daraufhin seine Anker in Frankreich und übersiedelt in die USA, um für das dortige Fernsehen zu arbeiten. Doch hier läuft er mit seinen Träumen auf Grund – die Hoffnung auf einen Karrieredurchstart in Hollywood erfüllt sich nicht – und er geht nach New York; wo angesichts notorischer Rollenarmut der Alkohol sein bester Freund zu werden droht.
In Manhattan trifft er eines Nachts in einer Kneipe Kay, eine ebenso einsame Seele wie er, die ihm bei seiner ersten Bestellung auf Englisch – er verlangt nach einem Chefsalat mit einem hart gekochten Ei – hilft. Einst war Kay mit einem Botschafter, dem Italiener Graf Larsi, verheiratet, den sie wegen eines jüngeren Manns verlassen hatte. Ihre kleine Tochter ließ Kay bei ihrem Mann zurück. Kay ist eine Jobhopperin und kommt nur mäßig über die Runden. Wenn sie die Probleme übermannen, sucht Kay gern die Menge und teilt sich anderen Menschen mit. Diesmal trifft es die Zufallsbegegnung François, der Kay aufmerksam zuhört. Im Anschluss, es ist schon spätabends, verlassen sie die Bar und streifen durch den Asphaltdschungel von Manhattan. Schließlich landen beide vor dem kleinen Sherman Hotel. Sie nehmen sich dort ein Zimmer. Es wird nur ein Zwischenstopp zweier Dahintreibender, und François steht als erster wieder aus dem Bett auf. Er geht zu Kay ins Badezimmer, wo diese in der Wanne liegt. Nach einiger Zeit steht sie wieder auf und zieht sich an. Beide kehren auf die Straßen Manhattans mit ihren Bars zurück und geben sich erneut dem Leben der Nachtschwärmer hin. Hier ein Drink und dort ein Drink, ein bisschen plaudern über Kays bewegtes Leben, und weiter ziehen die Nachteulen. Nachdem Kay quasi ihr gesamtes Leben und ihre Männer dem guten Zuhörer François ausgebreitet hat, kehren die beiden in ihr Hotelzimmer zurück.
Am nächsten Morgen geht François auf die Straße. Es hat den Anschein, als wolle er sich aus dem Staub machen, dann aber kehrt er wieder ins Hotelzimmer zurück und setzt sich an den Bettrand der schlafenden Kay. Als sie aufgestanden ist, begeben sich beide auf einen morgendlichen Spaziergang durch den Central Park. Anschließend zeigt François Kay sein Zimmer in Manhattan. Combe geht danach zu seinem Künstleragenten Hourvitch, um, beflügelt durch die aufkeimende Liebe zu Kay, einen neuen Anlauf in Sachen Schauspielkarriere zu starten. Er erhält eine Rolle und fragt en passant, ob Hourvitch auch etwas für eine ihm bekannte Frau in den Dreißigern tun könne. Hourvitch macht François klar, dass für Frauen dieses Alters in Amerika, wo der schöne, junge Schein alles gelte, der Zug bereits „abgefahren“ sei. François fragt seinen Agenten auch, ob er aus der Zeit, als dieser in Rom gearbeitet hatte, Graf Larsi kenne. Hourvitch erzählt ihm, dass der italienische Diplomat von seiner damaligen Frau, also Kay, für einen Gigolo schnöde verlassen wurde. Angesichts dieser für ihn niederschmetternden Auskunft steht François für einen Moment neben sich. Von einer Bar aus telefoniert er mit seiner Wohnung. Kay hebt ab, doch François schweigt und legt wieder auf. Kay klappert nun die Bars ab, die die beiden vergangene Nacht besucht hatten und stößt auf ihren letzten Lover Pierre, einen Flugkapitän, der soeben angekommen ist und sauer auf sie ist, dass er in beider Wohnung, die er bezahlt, nicht hineingekommen ist. In einer der Bars kommt es daraufhin zu einer Auseinandersetzung. In dem Moment betritt François die Bar und sieht die beiden zusammen. Er dreht sich um und geht ins Freie, Kay reißt sich von Pierre los und läuft François nach.
Kay versteht François’ Reaktion nicht, und am Abend kommt es beim Wiedersehen mit Kay zum ersten Streit zwischen den beiden. Er macht ihr klar, dass er diese Situation schon einmal hatte und nicht mehr wiedererleben möchte: Dass er von einer Frau wegen eines jüngeren Mannes verlassen wird. In seinem Zorn wirft er ihr vor, ganz offensichtlich schon mit vielen Männern geschlafen zu haben, selbst hier in New York. Er schlägt Kay zweimal ins Gesicht, doch sie vergibt ihm. Ihre Liebe zu ihm ist bereits sehr stark geworden. Anschließend geht man zurück zu Pierres Wohnung, damit Kay ihre Sachen von dort abholen kann. Bald erreicht Kay eine Nachricht, dass ihre Tochter Michèle, die mit ihrem Vater, dem derzeitigen italienische Botschafter in Mexiko, in Mexiko-Stadt lebt, erkrankt ist. Sofort fliegt Kay dorthin. Die Begegnung mit ihrem stocksteifen Exmann verläuft frostig, man betreibt perfekte Konversation und spricht zwar miteinander aber perfekt aneinander vorbei. In der Zwischenzeit führt Hourvitch François und eine weitere Klientin, die kurvige Blondine June, in ein Lokal aus. Als Hourvitch zu einem Termin muss, lässt er die beiden allein zurück. Doch François ist kein guter Gesprächspartner, all seine Gedanken sind bei Kay in Mexiko-Stadt. Rasch kommt das Gespräch der beiden auf Kay. Spätabends gehen beide zu François’ Zimmer und landen in seinem Bett. Nachdem er mit June geschlafen hat, klingelt ihn das Telefon wach. Am anderen Ende ist Kay, die sofort intuitiv spürt, dass etwas nicht stimmt. Sie wolle, so kündigt Kay ihm an, am morgigen Tag nach New York heimkehren. Als er zu seiner Wohnung heimkehrt, sitzt sie bereits vor der Wohnungstür. Kay hatte einen früheren Flug genommen. Sie spürt rasch, dass etwas nicht in Ordnung ist. François gesteht ihr den Seitensprung mit June, woraufhin Kay sofort ihren Koffer nimmt und aus der Wohnung stürmt. François hält sie im Treppenhaus an und gesteht Kay seine Liebe. Arm in Arm gehen beide ins Freie.

## Produktionsnotizen
Drei Zimmer in Manhattan entstand 1965 in New York City (Außenaufnahmen) und den Studios de Boulogne (Innenaufnahmen) und wurde am 10. November 1965 in Paris uraufgeführt. In Deutschland lief der Streifen am 14. Januar 1966 an.
Die titelgebenden drei Zimmer in Manhattan sind François’ Zimmer, Kays Zimmer und schließlich das Hotelzimmer, in dem die beiden Protagonisten ihre erste gemeinsame Nacht miteinander verbringen.
Robert Hoffmanns stumme Erscheinung beschränkt sich auf ganze drei Sekunden: Er spielt den vor dem Haus Yolandes in einem offenen Sportwagen wartenden Liebhaber der deutlich älteren Künstlerin.
Léon Barsacq entwarf gemeinsam mit dem im Abspann ungenannt gebliebenen Kostümbildner Mayo die Filmbauten.

## Auszeichnungen
Bei den Internationalen Filmfestspielen von Venedig erhielt Hauptdarstellerin Annie Girardot zwei Preise, darunter den Volpi-Pokal. Eine Nominierung für den Goldenen Löwen ging an Marcel Carné.

## Kritik
„Gepflegtes Kammerspiel mit nuancierter Darstellung und guter Milieuzeichnung.“